# Michael Cimino (acteur)
Ne doit pas être confondu avec Michael Cimino.
Michael Cimino, né le 10 novembre 1999 à Las Vegas, dans le Nevada, est un acteur et auteur-compositeur-interprète américain. 
Il est surtout connu pour le rôle de Victor Salazar dans la série télévisée Love, Victor, Bob Palmeri dans Annabelle et Ethan Morales dans Mes premières fois.

## Biographie
Michael Cimino est né et a grandi à Las Vegas. Son père est d'origine italienne et allemande, tandis que sa mère est d'origine portoricaine.
Il dit avoir subi du racisme à l'école primaire, disant que ses camarades le poussaient au sol et le frappaient, pensant qu'il mangeait des insectes. Il déclare toutefois que ces expériences lui ont appris à faire preuve de compassion envers autrui.
Il rejoint à l'âge de 8 ans une troupe de comédiens dirigée par un membre de son église. Michael Cimino termine son lycée tôt et, décidant de s'investir plus sérieusement dans sa carrière d'acteur, ne poursuit pas d'études à l'université.

## Carrière
Il sort son premier single Love Addict le 15 juin 2021.
Le 21 novembre 2023, les studios d'Amazon a commandé la sérié Imbattables (Motorheads) du scénariste et showrunner John A. Norris, produite par Jax Media (en) et Amazon MGM Studios. Il joue aux cotés de Ryan Phillippe, Nathalie Kelley, Melissa Collazo (en), Nicolas Cantu et Uriah Shelton. La série est sortie le 20 mai 2025 sur Prime Video.

## Filmographie

### Cinéma

#### Longs métrages
- 2016 : Shangri-La Suite d'Eddie O'Keefe : Teijo Littlefoot, jeune
- 2019 : Annabelle : La Maison du mal (Annabelle Comes Home) de Gary Dauberman : Bob Palmeri
- 2020 : Centurion XII de Dana Gonzales : Miguel
- 2021 : Heartlight de Frank Parrillo : Vincent
- 2022 : Senior Year de Alex Hardcastle : Lance, le petit ami de Bri
- 2022 : Girl Haunts Boy de Emily Ting : Cole Sanchez
- 2025 : Until Dawn : La Mort sans fin (Until Dawn) de David F. Sandberg : Max

#### Courts métrages
- 2015 : Limitless Potential de Philip Bastian : Bob
- 2018 : Dog Days de Fabrizio Guido : Dej
- 2019 : No Child Left Behind de Benjamin South : Brian

### Télévision
- 2017 : Training Day : Sadiq, jeune (saison 1, épisode 11)
- 2018 : Blagues Squad (Walk the Prank) : Brlayden (saison 2, épisode 19)
- 2020-2022 : Love, Victor : Victor Salazar (28 épisodes)
- 2023 : How I Met Your Father : Swish (4 épisodes)
- 2023 : Mes premières fois : Ethan Morales (4 épisodes)
- depuis 2025 : Imbattables (Motorheads) : Zac Torres (10 épisodes)